# Universidad Paul Valéry de Montpellier
La Universidad Paul Valéry de Montpellier (en francés: Université Paul-Valéry-Montpellier), también conocida como UPVM, es una universidad francesa, en la Academia de Montpellier. Desde la reforma de 2015, es sucesora de la histórica Universidad de Montpellier y reunió en una sola universidad las conocidas como Montpellier I, Montpellier II y Montpellier III. La universidad forma parte del Grupo Coimbra, una asociación de universidades europeas de alto estándar internacional.

## Historia

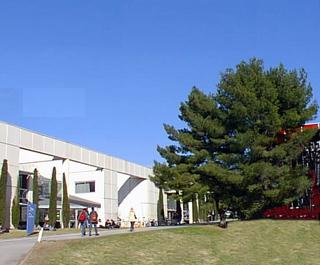
Universidad Paul Valéry

La Universidad de Montpellier, fundada el 26 de octubre de 1289 a través de una bula emitida por el papa Nicolás IV, combinó escuelas de Medicina, de Artes y de Derecho. Fue la tercera universidad fundada en Francia, después de las de París y Toulouse.
En 1939, se construyó una nueva Facultad de Humanidades en el centro de la ciudad, frente a la catedral de Saint Pierre, en la rue du Cardinal de Cabrières. El nuevo centro fue inaugurado por el entonces decano Augustin Fliche.
Como pronto quedó pequeño, en 1966 la facultad se trasladó a un campus de más de 10 hectáreas en la zona norte de la ciudad (carretera de Mende), cerca de la antigua Universidad de Montpellier II. Con el fin de evitar la confusión con la Universidad de Montpellier II, se cuidó la estética y se diseñaron cuidadosamente grandes espacios verdes. En 1970, las facultades se agruparon en tres universidades distintas (Montpellier I, II y III). La Facultad de Artes, Idiomas, Ciencias Sociales y Humanidades se convirtió en la nueva "Universidad de Montpellier III", que más tarde toma el nombre del poeta Paul Valéry, nacido en la localidad cercana de Sète.
Desde 2002, todos los estudiantes de Nîmes han sido adscritos a la Universidad de Nîmes y no son parte de la Universidad de Montpellier III.
En 2015, la universidad de Montpellier I y II combinados a la Universidad de Montpellier. Por lo tanto, la Universidad Paul Valéry de Montpellier III se convirtió en la Universidad Paul-Valéry de Montpellier (UPVM).

### Alumnos egresados
- Ahmad Kamyabi Mask, profesor emérito de literatura comparada y estudios teatrales.
- Élisabeth Guigou, político socialista francés.
- Étienne Leenhardt, periodista y editor francés.